# Élections municipales de 2014 à Limoges
Pour un article plus général, voir Élections municipales de 2014 dans la Haute-Vienne.

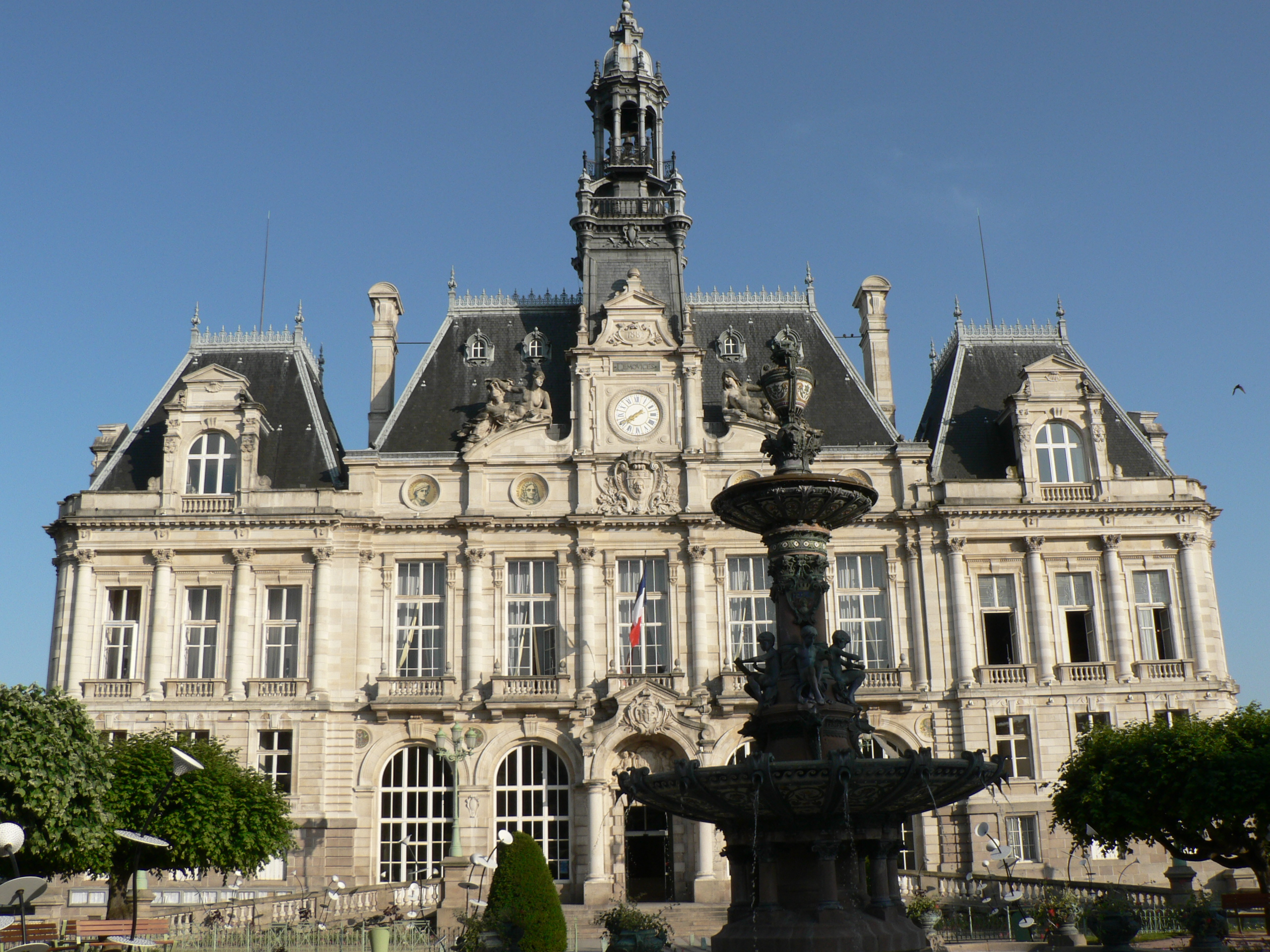
L'hôtel de ville

Les élections municipales françaises de 2014 se sont déroulées les 23 et 30 mars 2014. À Limoges, le député-maire socialiste sortant, Alain Rodet, en place depuis 1990, se représente pour la quatrième fois.
Ce scrutin offre une surprise dans le paysage politique limougeaud puisque le maire sortant, Alain Rodet n'est pas réélu comme à son habitude dès le premier tour. Le 30 mars 2014 à l'issue du second tour des élections, c'est la liste « Aimons Limoges, choisissons l'alternance » conduite par Émile Roger Lombertie (Union de la droite) qui arrive en tête avec 45,07 % des suffrages exprimés suivie de la liste « L'essentiel c'est notre ville – Limoges Terre de Gauche » (Union de la gauche) avec 43,81 % puis de la liste « Limoges bleu marine » (Front national) avec 11,10 %.

## Contexte

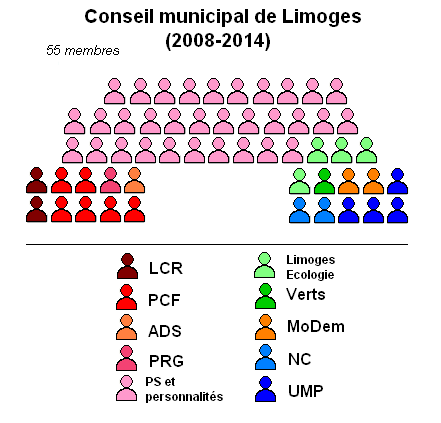

« Rome du socialisme », ville de naissance de la CGT, lieu de plusieurs luttes sociales importantes et de tradition ouvrière, Limoges est une des grandes villes françaises les plus solidement ancrées à gauche. Le maire socialiste Alain Rodet l'a emporté au premier tour en 2001 et 2008, et bien que le contexte national défavorable à la gauche et la présence de listes Front national et Front de gauche laissent présager un second tour, aucun commentateur n'envisage la défaite de la majorité en place, bien que plusieurs d'entre eux déplorent l'absence d'alternance,.
Démissionnaire en 2011 après sa défaite contre Catherine Beaubatie par désignation interne pour les élections législatives de 2012, l'ancienne première adjointe Monique Boulestin, un temps pressentie pour remplacer Alain Rodet à la tête de la municipalité, ne participe pas à ces élections.
Une partie de la majorité sortante se divise dans la stratégie à adopter au premier tour : les communistes se partagent entre deux listes, celle du maire sortant et celle du Front de gauche portée par Gilbert Bernard. Les écologistes votent à une très courte majorité la participation dès le premier tour à une liste d'union avec le PS ; certains d'entre-eux rallient la liste du Front de gauche. La cheffe de file des écologistes, Marie-Anne Robert-Kerbrat, militante historique, s'est déjà présentée aux élections législatives pour les Verts en 2002 dans le Calvados où elle a atteint le second tour, puis en 2007 à Paris.
Fort de résultats en hausse aux élections de 2011 et 2012, le Front national présente une liste pour la première fois depuis 1995 (en 2001, c'était sous l'étiquette MNR que l'extrême-droite participait au scrutin).

## Bilan
Dans son bilan, le maire sortant met en avant la maîtrise de la fiscalité et de l'endettement, la politique patrimoniale, le développement d'Ester Technopole et la réalisation de grands projets de l'agglomération (Zénith de Limoges, centre aquatique et stade municipal).

## Candidats et projets

### Premier tour
Six listes sont présentées au premier tour, autant qu'en 2008. Une initiative citoyenne indépendante, « 55 citoyens pour Limoges », n'a pas réussi à présenter une liste complète pour le scrutin,.

#### Lutte ouvrière faire entendre le camp des travailleurs (LO)
La tête de liste est Elisabeth Faucon, 47 ans, professeur de mathématiques et sciences au lycée Maryse-Bastié de Limoges. À l'instar des autres listes Lutte Ouvrière en France, la liste ne propose aucun programme local, estimant qu'« aucun des problèmes essentiels des couches populaires n'est un problème local et ne peut donc se résoudre à l'échelle municipale ».

#### Limoges Terre de gauche (FG)
La tête de liste est Gilbert Bernard, 58 ans, ancien journaliste à L'Écho du Centre et fonctionnaire territorial, membre du PCF. La liste propose notamment la gratuité des transports en commun et l'instauration de budgets participatifs. Les candidats s'opposent à la LGV Poitiers-Limoges et aux délégations de service public.

#### Aimons Limoges (UDI-MoDem-SE)
La liste est conduite par Pierre Coinaud, 64 ans, administrateur de sociétés et ancien président de la CGPME Haute-Vienne. « Aimons Limoges » défend la LGV Poitiers-Limoges, et propose notamment la construction d'un Centre national de formation du basket et l'installation d'une annexe du Musée d'Orsay dans l'ancien hôtel de commandement militaire de Limoges.

#### Limoges Bleu marine (FN)
La liste est conduite par Vincent Gérard, 48 ans, artisan. 

#### Limoges Alternance (UMP-SE)
La liste est conduite par Émile-Roger Lombertie, 63 ans, psychiatre. La liste soutient la LGV Poitiers-Limoges, le développement de la vidéosurveillance, la retransmission des conseils municipaux, ainsi que la réalisation d'un nouveau centre des congrès et d'un nouveau palais des expositions.

### Second tour
Durant l'entre-deux-tours, les listes UMP et UDI-MoDem fusionnent, la première intégrant la quasi-totalité du programme de la seconde dans sa profession de foi. La liste Front de gauche fusionne avec la liste PS,, alors que ses candidats avaient durement critiqué la liste du maire sortant avant le premier tour. Gilbert Bernard avait même déclaré publiquement que si la liste pouvait se maintenir au second tour, elle le ferait. 

## Résultats
- Maire sortant : Alain Rodet (PS)
- 55 sièges à pourvoir (population légale 2011 : 137 758 habitants)

| Tête de liste                                          | Tête de liste         | Liste           | Premier tour | Premier tour | Second tour | Second tour | Sièges |  |
| Tête de liste                                          | Tête de liste         | Liste           | Voix         | %            | Voix        | %           | Sièges |  |
| ------------------------------------------------------ | --------------------- | --------------- | ------------ | ------------ | ----------- | ----------- | ------ |  |
|                                                        | Émile-Roger Lombertie | UMP             | 10 528       | 23,79        | 21 100      | 45,07       | 40     |  |
| Limoges alternance                                     |                       |                 | 10 528       | 23,79        | 21 100      | 45,07       | 40     |  |
|                                                        | Pierre Coinaud        | UDI-MoDem       | 5 451        | 12,32        | 21 100      | 45,07       | 40     |  |
| Aimons Limoges                                         |                       |                 | 5 451        | 12,32        | 21 100      | 45,07       | 40     |  |
|                                                        | Alain Rodet *         | PS-PRG-ADS-EELV | 13 325       | 30,11        | 20 513      | 43,82       | 12     |  |
| Limoges 2014. L'essentiel c'est notre ville            |                       |                 | 13 325       | 30,11        | 20 513      | 43,82       | 12     |  |
|                                                        | Gilbert Bernard       | FG              | 6 262        | 14,15        | 20 513      | 43,82       | 12     |  |
| Limoges terre de gauche                                |                       |                 | 6 262        | 14,15        | 20 513      | 43,82       | 12     |  |
|                                                        | Vincent Gérard        | FN              | 7 504        | 16,96        | 5 201       | 11,11       | 3      |  |
| Limoges bleu Marine                                    |                       |                 | 7 504        | 16,96        | 5 201       | 11,11       | 3      |  |
|                                                        | Élisabeth Faucon      | LO              | 1 180        | 2,67         |             |             |        |  |
| Lutte ouvrière faire entendre le camp des travailleurs |                       |                 | 1 180        | 2,67         |             |             |        |  |
|                                                        |                       |                 |              |              |             |             |        |  |
| Inscrits                                               | Inscrits              | Inscrits        | 77 115       | 100,00       | 77 117      | 100,00      |        |  |
| Abstentions                                            | Abstentions           | Abstentions     | 30 479       | 39,52        | 27 598      | 35,79       |        |  |
| Votants                                                | Votants               | Votants         | 46 636       | 60,48        | 49 519      | 64,21       |        |  |
| Blancs et nuls                                         | Blancs et nuls        | Blancs et nuls  | 2 386        | 5,12         | 2 705       | 5,46        |        |  |
| Exprimés                                               | Exprimés              | Exprimés        | 44 250       | 94,88        | 46 814      | 94,54       |        |  |
| * Liste du maire sortant                               |                       |                 |              |              |             |             |        |  |

### Composition du nouveau conseil municipal
| Liste                          | N° | Nom                       |  | Parti   |
| ------------------------------ | -- | ------------------------- |  | ------- |
| UMP-UDI-MoDem (40 sièges)      | 01 | Émile-Roger Lombertie     |  | UMP     |
| UMP-UDI-MoDem (40 sièges)      | 02 | Nicole Glandus            |  | SE      |
| UMP-UDI-MoDem (40 sièges)      | 03 | Pierre Coinaud            |  | SE      |
| UMP-UDI-MoDem (40 sièges)      | 04 | Isabelle Debourg          |  | SE      |
| UMP-UDI-MoDem (40 sièges)      | 05 | Guillaume Guérin          |  | UMP     |
| UMP-UDI-MoDem (40 sièges)      | 06 | Sarah Gentil              |  | UMP     |
| UMP-UDI-MoDem (40 sièges)      | 07 | Vincent Léonie            |  | PR-UDI  |
| UMP-UDI-MoDem (40 sièges)      | 08 | Catherine Mauguien-Sicard |  | UMP     |
| UMP-UDI-MoDem (40 sièges)      | 09 | Rémy Viroulaud            |  | UMP     |
| UMP-UDI-MoDem (40 sièges)      | 10 | Nadine Rivet              |  | MoDem   |
| UMP-UDI-MoDem (40 sièges)      | 11 | Philippe Pauliat-Defaye   |  | NC-UDI  |
| UMP-UDI-MoDem (40 sièges)      | 12 | Sylvie Rozette            |  | UMP     |
| UMP-UDI-MoDem (40 sièges)      | 13 | Pierre-Marie Lafond       |  | SE      |
| UMP-UDI-MoDem (40 sièges)      | 14 | Corinne Piquet-Lavaire    |  | SE      |
| UMP-UDI-MoDem (40 sièges)      | 15 | Jean-Marie Lagedamont     |  | UDI     |
| UMP-UDI-MoDem (40 sièges)      | 16 | Nathalie Vercoustre       |  | SE      |
| UMP-UDI-MoDem (40 sièges)      | 17 | Christian Uhlen           |  | UMP     |
| UMP-UDI-MoDem (40 sièges)      | 18 | Annie Schwaederlé         |  | PR-UDI  |
| UMP-UDI-MoDem (40 sièges)      | 19 | René Adamski              |  | SE      |
| UMP-UDI-MoDem (40 sièges)      | 20 | Chantal Stievenard        |  | SE      |
| UMP-UDI-MoDem (40 sièges)      | 21 | Béramdane Amrouche        |  | PR-UDI  |
| UMP-UDI-MoDem (40 sièges)      | 22 | Latifa Rahmaoui           |  | SE      |
| UMP-UDI-MoDem (40 sièges)      | 23 | Marc Bienvenu             |  | UMP     |
| UMP-UDI-MoDem (40 sièges)      | 24 | Carine Grespier           |  | SE      |
| UMP-UDI-MoDem (40 sièges)      | 25 | Paul Brutus               |  | SE      |
| UMP-UDI-MoDem (40 sièges)      | 26 | Patricia Minel            |  | SE      |
| UMP-UDI-MoDem (40 sièges)      | 27 | Mamadou Toure             |  | SE      |
| UMP-UDI-MoDem (40 sièges)      | 28 | Régine Gauthier           |  | SE      |
| UMP-UDI-MoDem (40 sièges)      | 29 | Michel Cubertafond        |  | UMP     |
| UMP-UDI-MoDem (40 sièges)      | 30 | Valérie-Anne Trehet       |  | PR-UDI  |
| UMP-UDI-MoDem (40 sièges)      | 31 | Vincent Jalby             |  | MoDem   |
| UMP-UDI-MoDem (40 sièges)      | 32 | Isabelle Maury            |  | SE      |
| UMP-UDI-MoDem (40 sièges)      | 33 | Thibault Mercier          |  | UMP     |
| UMP-UDI-MoDem (40 sièges)      | 34 | Corinne Robert            |  | NC-UDI  |
| UMP-UDI-MoDem (40 sièges)      | 35 | Mickaël Galateau          |  | SE      |
| UMP-UDI-MoDem (40 sièges)      | 36 | Céline Araujo Da Costa    |  | SE      |
| UMP-UDI-MoDem (40 sièges)      | 37 | Christian Hanus           |  | SE      |
| UMP-UDI-MoDem (40 sièges)      | 38 | Amandine Julien           |  | SE      |
| UMP-UDI-MoDem (40 sièges)      | 39 | Vincent Rey               |  | MoDem   |
| UMP-UDI-MoDem (40 sièges)      | 40 | Gisèle Dupré              |  | FED-UDI |
| Union de la gauche (12 sièges) | 01 | Alain Rodet               |  | PS      |
| Union de la gauche (12 sièges) | 02 | Geneviève Manigaud        |  | SE      |
| Union de la gauche (12 sièges) | 03 | Bernard Vareille          |  | PS      |
| Union de la gauche (12 sièges) | 04 | Marie-Anne Robert-Kerbrat |  | EELV    |
| Union de la gauche (12 sièges) | 05 | Philippe Reilhac          |  | PS      |
| Union de la gauche (12 sièges) | 06 | Sandrine Rotzler          |  | PS      |
| Union de la gauche (12 sièges) | 07 | Stéphane Destruhaut       |  | PS      |
| Union de la gauche (12 sièges) | 08 | Catherine Beaubatie       |  | PS      |
| Union de la gauche (12 sièges) | 09 | Gilbert Bernard           |  | PCF     |
| Union de la gauche (12 sièges) | 10 | Danielle Soury            |  | PG      |
| Union de la gauche (12 sièges) | 11 | Frédéric Chalangeas       |  | Ens.    |
| Union de la gauche (12 sièges) | 12 | Marie-Paule Barruche      |  | PS      |
| FN (3 sièges)                  | 01 | Vincent Gérard            |  | FN      |
| FN (3 sièges)                  | 02 | Christine Marty           |  | FN      |
| FN (3 sièges)                  | 03 | Alexandre Papilian        |  | FN      |

| Groupe                                  | N° | Nom                       |  | Parti  |
| --------------------------------------- | -- | ------------------------- |  | ------ |
| UMP-UDI-MoDem (39 sièges)               | 01 | Émile-Roger Lombertie     |  | LR     |
| UMP-UDI-MoDem (39 sièges)               | 02 | Nicole Glandus            |  | SE     |
| UMP-UDI-MoDem (39 sièges)               | 03 | Pierre Coinaud            |  | SE     |
| UMP-UDI-MoDem (39 sièges)               | 04 | Isabelle Debourg          |  | SE     |
| UMP-UDI-MoDem (39 sièges)               | 05 | Guillaume Guérin          |  | LR     |
| UMP-UDI-MoDem (39 sièges)               | 06 | Sarah Gentil              |  | LR     |
| UMP-UDI-MoDem (39 sièges)               | 07 | Vincent Léonie            |  | MR-UDI |
| UMP-UDI-MoDem (39 sièges)               | 08 | Catherine Mauguien-Sicard |  | LR     |
| UMP-UDI-MoDem (39 sièges)               | 09 | Rémy Viroulaud            |  | LR     |
| UMP-UDI-MoDem (39 sièges)               | 10 | Nadine Rivet              |  | MoDem  |
| UMP-UDI-MoDem (39 sièges)               | 11 | Philippe Pauliat-Defaye   |  | UDI    |
| UMP-UDI-MoDem (39 sièges)               | 12 | Sylvie Rozette            |  | LR     |
| UMP-UDI-MoDem (39 sièges)               | 13 | Corinne Piquet-Lavaire    |  | SE     |
| UMP-UDI-MoDem (39 sièges)               | 14 | Jean-Marie Lagedamont     |  | MR-UDI |
| UMP-UDI-MoDem (39 sièges)               | 15 | Nathalie Vercoustre       |  | SE     |
| UMP-UDI-MoDem (39 sièges)               | 16 | Christian Uhlen           |  | LR     |
| UMP-UDI-MoDem (39 sièges)               | 17 | Annie Schwaederlé         |  | UDI    |
| UMP-UDI-MoDem (39 sièges)               | 18 | René Adamski              |  | SE     |
| UMP-UDI-MoDem (39 sièges)               | 19 | Chantal Stievenard        |  | SE     |
| UMP-UDI-MoDem (39 sièges)               | 20 | Béramdane Amrouche        |  | SE     |
| UMP-UDI-MoDem (39 sièges)               | 21 | Marc Bienvenu             |  | LR     |
| UMP-UDI-MoDem (39 sièges)               | 22 | Carine Grespier           |  | SE     |
| UMP-UDI-MoDem (39 sièges)               | 23 | Paul Brutus               |  | SE     |
| UMP-UDI-MoDem (39 sièges)               | 24 | Patricia Minel            |  | SE     |
| UMP-UDI-MoDem (39 sièges)               | 25 | Mamadou Toure             |  | SE     |
| UMP-UDI-MoDem (39 sièges)               | 26 | Régine Gauthier           |  | SE     |
| UMP-UDI-MoDem (39 sièges)               | 27 | Michel Cubertafond        |  | LR     |
| UMP-UDI-MoDem (39 sièges)               | 28 | Valérie-Anne Trehet       |  | SE     |
| UMP-UDI-MoDem (39 sièges)               | 29 | Vincent Jalby             |  | MoDem  |
| UMP-UDI-MoDem (39 sièges)               | 30 | Isabelle Maury            |  | SE     |
| UMP-UDI-MoDem (39 sièges)               | 31 | Thibault Mercier          |  | LR     |
| UMP-UDI-MoDem (39 sièges)               | 32 | Corinne Robert            |  | NC-UDI |
| UMP-UDI-MoDem (39 sièges)               | 33 | Mickaël Galateau          |  | SE     |
| UMP-UDI-MoDem (39 sièges)               | 34 | Céline Araujo Da Costa    |  | SE     |
| UMP-UDI-MoDem (39 sièges)               | 35 | Christian Hanus           |  | SE     |
| UMP-UDI-MoDem (39 sièges)               | 36 | Amandine Julien           |  | SE     |
| UMP-UDI-MoDem (39 sièges)               | 37 | Vincent Rey               |  | UDI    |
| UMP-UDI-MoDem (39 sièges)               | 38 | Gisèle Dupré              |  | UDI    |
| UMP-UDI-MoDem (39 sièges)               | 39 | Jérôme Taillefer          |  | LR     |
| Socialistes et personnalités (8 sièges) | 01 | Alain Rodet               |  | PS     |
| Socialistes et personnalités (8 sièges) | 02 | Geneviève Manigaud        |  | SE     |
| Socialistes et personnalités (8 sièges) | 03 | Bernard Vareille          |  | PS     |
| Socialistes et personnalités (8 sièges) | 04 | Philippe Reilhac          |  | PS     |
| Socialistes et personnalités (8 sièges) | 05 | Sandrine Rotzler          |  | PS     |
| Socialistes et personnalités (8 sièges) | 06 | Stéphane Destruhaut       |  | PS     |
| Socialistes et personnalités (8 sièges) | 07 | Catherine Beaubatie       |  | PS     |
| Socialistes et personnalités (8 sièges) | 08 | Marie-Paule Barruche      |  | PS     |
| Terre de gauche (3 sièges)              | 01 | Gilbert Bernard           |  | PCF    |
| Terre de gauche (3 sièges)              | 02 | Danielle Soury            |  | PG     |
| Terre de gauche (3 sièges)              | 03 | Frédéric Chalangeas       |  | Ens.   |
| Bleu marine (2 sièges)                  | 01 | Vincent Gérard            |  | EXD    |
| Bleu marine (2 sièges)                  | 02 | Christine Marty           |  | EXD    |
| Indépendants (3 sièges)                 | 01 | Latifa Rahmaoui           |  | SE     |
| Indépendants (3 sièges)                 | 02 | Alexandre Papilian        |  | SE     |
| Indépendants (3 sièges)                 | 03 | Marie-Anne Robert-Kerbrat |  | Cap21  |

### Commentaire
La victoire de la droite, conduite par Émile-Roger Lombertie, est commentée par la plupart des médias nationaux, fait original pour Limoges qui n'a pas l'habitude de faire parler d'elle pour des résultats électoraux. Cette victoire de la droite marque la fin de 102 années de gouvernance de gauche, exception faite de la parenthèse vichyste, un record pour une ville de plus de 100 000 habitants. Les médias évoquent tous une véritable surprise, alors que même entre les deux tours, un sondage laissait présager une nouvelle victoire assez large d'Alain Rodet avec 46 % contre 40 % pour son adversaire de droite, et que BFM TV, trois jours avant le second tour, estime par exemple qu'« Alain Rodet devrait tout même mathématiquement être réélu ». L'Express évoque un « tremblement de terre » en rappelant qu'« à Limoges, personne n'imaginait que le maire sortant (...) puisse être battu ». Le Journal du dimanche et La Croix citent Limoges parmi la liste des villes symboliques perdues par le PS,, et ce bien que la gauche apparaisse comme minoritaire en voix avant le second tour. Le Monde estime que cette défaite franche (Alain Rodet perdant près de 14 000 voix entre le premier tour de 2008 et celui de 2014, à participation quasi-égale) est due à la fois à l'usure du pouvoir, à la hausse du FN dans un climat tendu, et à la personnalité du candidat de droite issu de la société civile.
La presse locale insiste sur l'aspect historique de l'événement (France Bleu Limousin évoquant également la « stupéfaction » de la gauche locale),.
Les deux historiens limougeauds Philippe Grandcoing et Vincent Brousse ont proposé une analyse cartographique du basculement politique de la ville,. Ils mettent en avant, en particulier, la participation électorale exceptionnelle à ces municipales, plus forte qu'en 2001 & 2008. La plus forte depuis 1995. Ce à l'encontre d'une assertion selon laquelle l'abstention expliquerait la défaite de la gauche. Ils soulignent également l'effondrement du vote de gauche dans les quartiers populaires au profit du FN. Vote d'adhésion, dans ces mêmes quartiers au vu de la progression exclusive du FN  entre le 1er et le second tour, dans deux bureaux de vote populaires. De plus la hausse de la participation (près de 3000 votants en plus entre les deux tours) semble avoir très largement profité à la liste de la droite et du centre. Les reports des voix du Fdg ont été certes plutôt bons, mais incomplets-de l'ordre de 15 % de votes manquants-expliquant l'absence de dynamique de la liste de gauche au second tour.

### Conséquences politiques
Cette défaite semble signer le début du retrait politique d'Alain Rodet. S'il conserve son siège de député, et demeure au conseil municipal, il n'y assure pas la fonction de chef de l'opposition, et il renonce à se porter candidat à un nouveau mandat de président de la Communauté d'agglomération Limoges Métropole, où c'est le socialiste Gérard Vandenbroucke qui lui succède.
Un des contre-coups consécutifs à cette alternance est l'élection en septembre 2014 du premier sénateur issu du centre et de la droite départementale, depuis les années 1920, Jean-Marc Gabouty.
L'élection engage un glissement à droite de l'électorat limougeaud sur le scrutin local suivant : les élections départementales de 2015 voient la même union de la droite et du centre remporter 4 des 9 nouveaux cantons limougeauds.